# Okarina

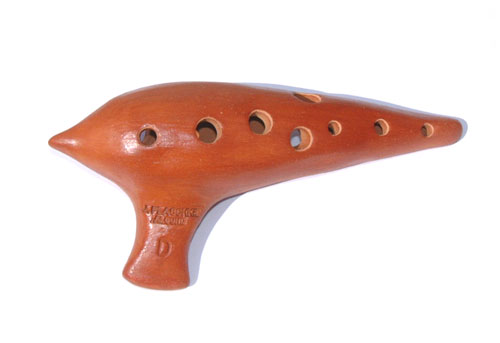
Okarina Plaschke

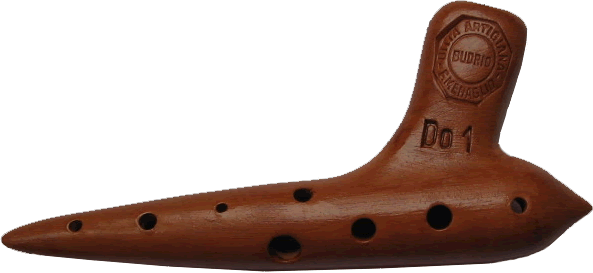
Okarina aus Ton mit zehn Löchern (Do1). Tonumfang: C6-F7

Die Okarina (aus italienisch ocarina, wörtlich „kleine Gans“) ist eine 1853 in der norditalienischen Region Emilia-Romagna entwickelte Gefäßflöte, eine kleine rundliche Kernspaltflöte aus Ton oder Porzellan mit mehreren Fingerlöchern und einem Schnabel zum Anblasen. Die heute in vielen Formen vorkommenden Okarinas sind beliebte Volksmusikinstrumente.
Der Name Okarina wird häufig gleichbedeutend mit dem Oberbegriff Gefäßflöte für die gesamte Instrumentengattung verwendet. Diese Gleichsetzung ist jedoch nicht präzise, da es unterschiedliche Gefäßflöten gibt, die sich von der Okarina zum Teil deutlich unterscheiden. Die meisten der weit verbreiteten Gefäßflöten, so auch die Okarina, haben Fingerlöcher und werden aus gebranntem und glasiertem Ton, luftgetrocknetem Ton, Porzellan, Holz, Kunststoff, Metall oder aus einer Kalebasse gefertigt. 

## Herkunft
Gefäßflöten sind seit prähistorischer Zeit in vielen Regionen weltweit bekannt. Das Gemshorn ist eine mittelalterliche Gefäßflöte. 
Der Name Okarina stammt aus der Emilia-Romagna und bedeutet etwa „Gänschen“. Im Jahr 1853 entwickelte der italienische Tonbrenner Giuseppe Donati aus Budrio die heute vorherrschende rübenförmige Gestalt mit einem Tonumfang von eineinhalb Oktaven, die 10-Loch-Okarina. Er baute seine Instrumente in mehreren Größen, von der kleinen Sopranokarina bis zur großen Bassokarina. Der erste öffentliche Auftritt eines Okarinaquintetts fand 1863 in Budrio statt.

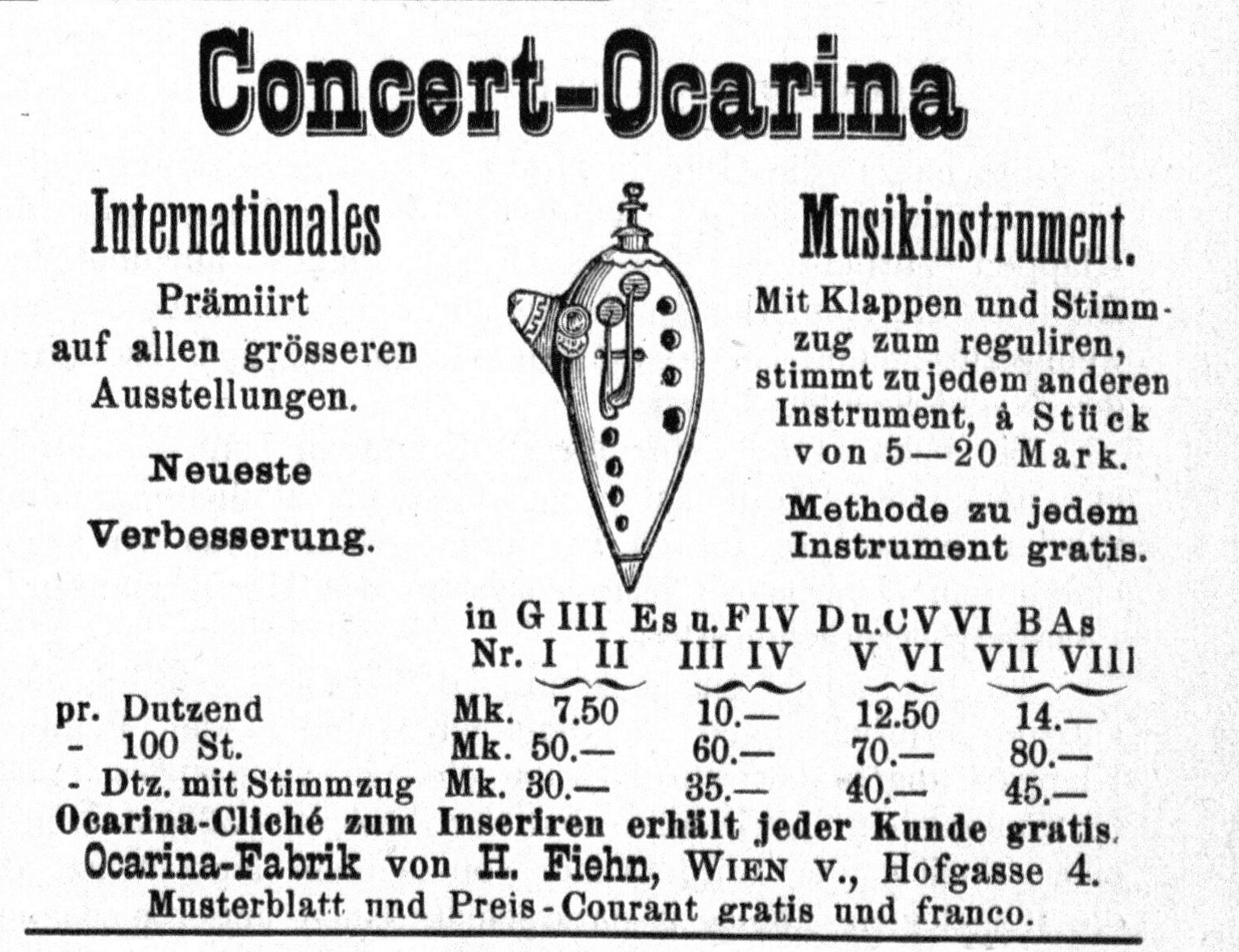
Anzeige für eine Konzert-Okarina der Firma Heinrich Fiehn, 1889

Auf der Basis von Donatis 10-Loch-Okarina entwickelte Takashi Aketagawa 1928 die erste 12-Loch-Okarina, eine international sehr verbreitete Bauform. Um 1965 verbesserte der Instrumentenbauer Josef Plaschke aus Südtirol unter Mithilfe des Volksmusikanten Franz Kofler die Okarina, welche seither in der alpenländischen Volksmusik eingesetzt wird (siehe zweites Bild).
Die in der alpenländischen Volksmusik gespielten Okarinas aus Ton werden mit beiden Händen gespielt und haben je nach Modell vier bis zwölf Löcher, (beim Double- und Triple-System allerdings deutlich mehr). Es werden verschiedenste Formen erzeugt, etwa birnenförmig, polsterförmig und rübenförmig. Auch in den verschiedensten Tierformen, wie z. B. Schildkröten, kann man Okarinas erhalten. Die Inka-Okarina hat auf der Vorderseite vier Löcher, auf der Rückseite zwei (für die Daumen).
Kurt Posch aus Braz in Vorarlberg entwickelte das Instrument ab 1990 weiter. Mittlerweile gibt es weltweit Dutzende Okarina-Hersteller, welche die Okarina immer weiter verbessern. So begann beispielsweise „Hind“ damit, hölzerne Okarinas in der klassischen „Sweet-Potato“- und in der „Walnut“-Form herzustellen. „Mountainocarinas“ entwickelte gar „Outdoor-Okarinas“ in der „Inline“-Form, welche aus Materialien wie z. B. Aluminium, Polycarbonat, Corian und diversen Harthölzern bestehen. Ferner wurden Mehrkammer-Okarinas entwickelt, das „Double“-, „Triple“- und „Quadruple“-System, basierend auf dem von Luigi Silvestri erdachten Mehrkammersystem. Es gibt auch Okarinas aus Kunststoff (preisgünstig und robuster als Ton, daher oft von Kindern genutzt) und aus Metall (sehr robust).

## Bauform

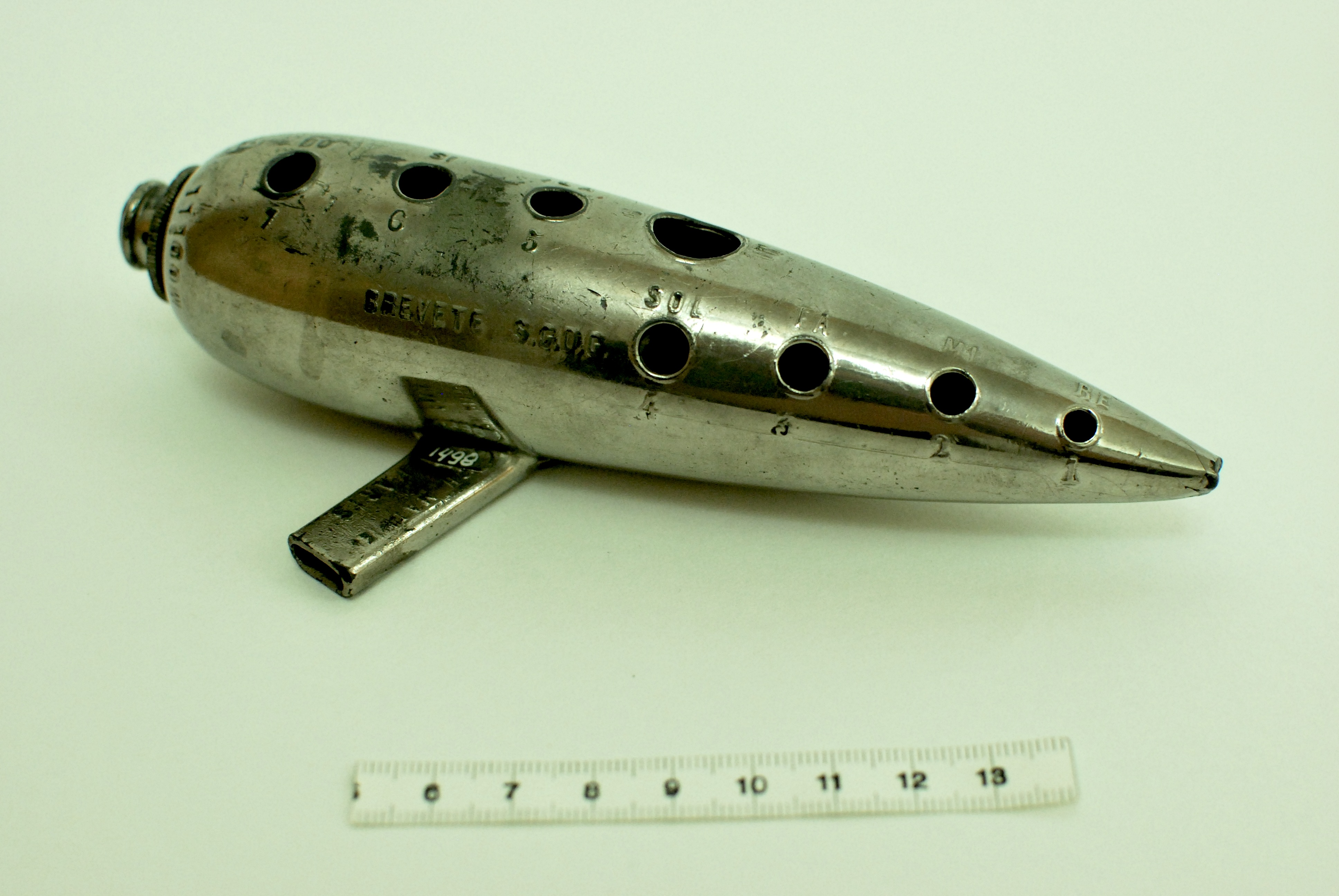
Okarina aus Metall von Charles Mathieu, Paris 1875. Museu de la Música in Barcelona

- „Inka-/ Peruanische Okarina“. Die ursprüngliche, südamerikanische Bauform der Okarina. Wird heutzutage meist nur noch als Souvenir an Touristen verkauft. Daher oftmals schlecht oder gar nicht gestimmt.
- „Ei-Okarina“. Okarina in Eiform. Meist mit 4-Loch-System. War im alten Kaiserreich China sehr verbreitet.
- „Pendant“ (Anhänger). Für das „Um den Hals hängen“ konzipierte Okarina-Bauform. Meist 4-, 5- oder 6-Loch-System, häufig als die „English-Pendant“ nach dem System Langleys.
- „Inline“. Längliche, blockflötenähnliche Bauform. An der Oberseite 8 Löcher, an der Unterseite 2 Daumenlöcher. Im Gegensatz zur „Sweet-Potato“ ist das Mundstück nicht senkrecht zur Okarina bzw. den Löchern angebracht, sondern „in einer Reihe“ dazu.
- „Walnut“. Im Grunde genommen wie „Inline“. Allerdings etwas rundlicheres Design.
- „Blockarina“. Eine von Richard Voss erfundene 4-Loch Okarina. Lässt sich dank eines verschiebbaren Kolbens um bis zu einem Ganzton tiefer stellen.
- Transverse/Budrio Okarina. Ovale Bauform; an einer Seite abgerundet, auf der anderen Seite spitz zulaufend. Das Mundstück ist senkrecht / im 90°-Winkel zur Okarina bzw. den Löchern angebracht. Ursprüngliches Design von Giuseppe Donati.

## Tonumfang
- Triple-System: Spezialokarina mit 3 Oktaven Tonumfang, über 30 Löcher (Bauart Songbird, Hind, Focalink, Maparam)
- Double-System: Okarina mit 2 Oktaven Tonumfang, über 20 Löcher (Bauart Songbird, Hind, Focalink, Maparam)
- 12-Loch-System: Bauart St. Louis Ocarina, Songbird: 1 Oktave und 5 Töne chromatisch
- 10-Loch-System: Bauart Rotter, Plaschke, Posch, Songbird: 1 Oktave und 3 Töne chromatisch
- 8-Loch-System (mittel bis einfache Spielweise): c, d, e, f, g, a, h, c
- 7-Loch-System, Bauart Rotter: 1 Oktave chromatisch
- 4-Loch-System (englische Bauart nach Langley): 1 Oktave chromatisch. In einer Variante mit zwei Daumenlöchern (insgesamt 6 Löcher) kommt man auf 1 Oktave und 2 Töne chromatisch.
- 4-Loch-System (easy-Okarina, für die musikalische Früherziehung und für Personen ohne Notenkenntnisse): 6 Töne (c, d, e, f, g, a) - auch Halbton-Schritte möglich.

### Tonlagen
| Tonlage                                        | Stimmung | Stimmung | Tonumfang* | Tonumfang* |
| ---------------------------------------------- | -------- | -------- | ---------- | ---------- |
| Piccolo                                        | c’’’     | C6       | c’’’–f’’’’ | C6–F7      |
| Sopran                                         | g’’      | G5       | g’’–c’’’’  | G5–C7      |
| Alt                                            | c’’      | C5       | c’’–f’’’   | C5–F6      |
| Tenor                                          | g’       | G4       | g’–c’’’    | G4–C6      |
| Bass                                           | c’       | C4       | c’–f’’     | C4–F5      |
| Kontrabass                                     | c        | C3       | c–d’’      | C3–D4      |
| * Typischer Tonumfang einer 10/12-Loch-Ocarina |          |          |            |            |